# إد لو
إد لو (بالإنجليزية: Ed Lu) (و. 1963 – م) هو فيزيائي، ورائد فضاء من الولايات المتحدة الأمريكية . ولد في سبرينغفيلد.

## ريادة الفضاء
شارك في المهمات الفضائية:
- البعثة 7
- STS-84
- STS-106
- Soyuz TMA-2.

## التعليم
تعلم في جامعة ستانفورد، وجامعة كورنيل، وCornell University College of Engineering

## معرض صور

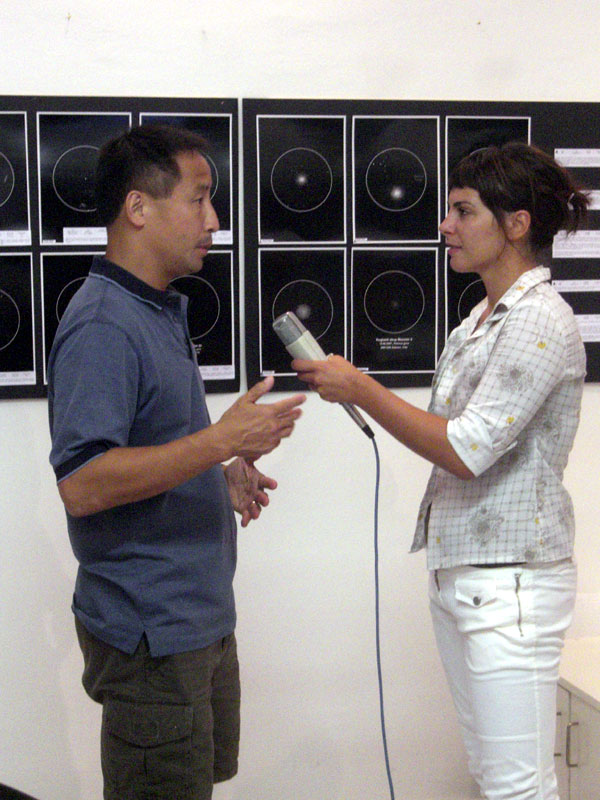
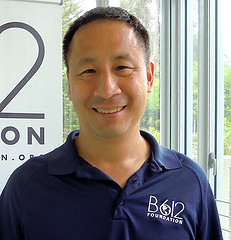
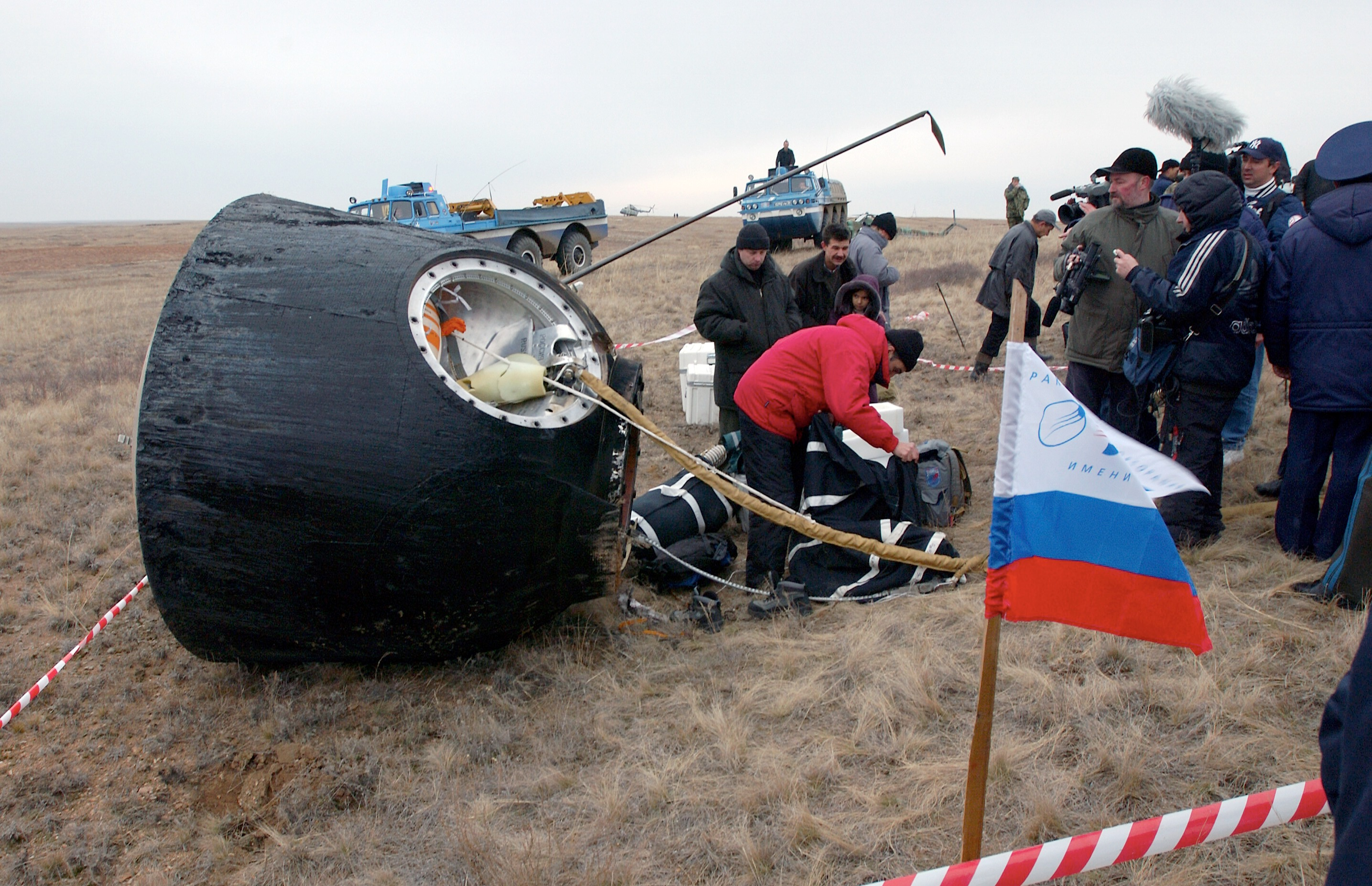
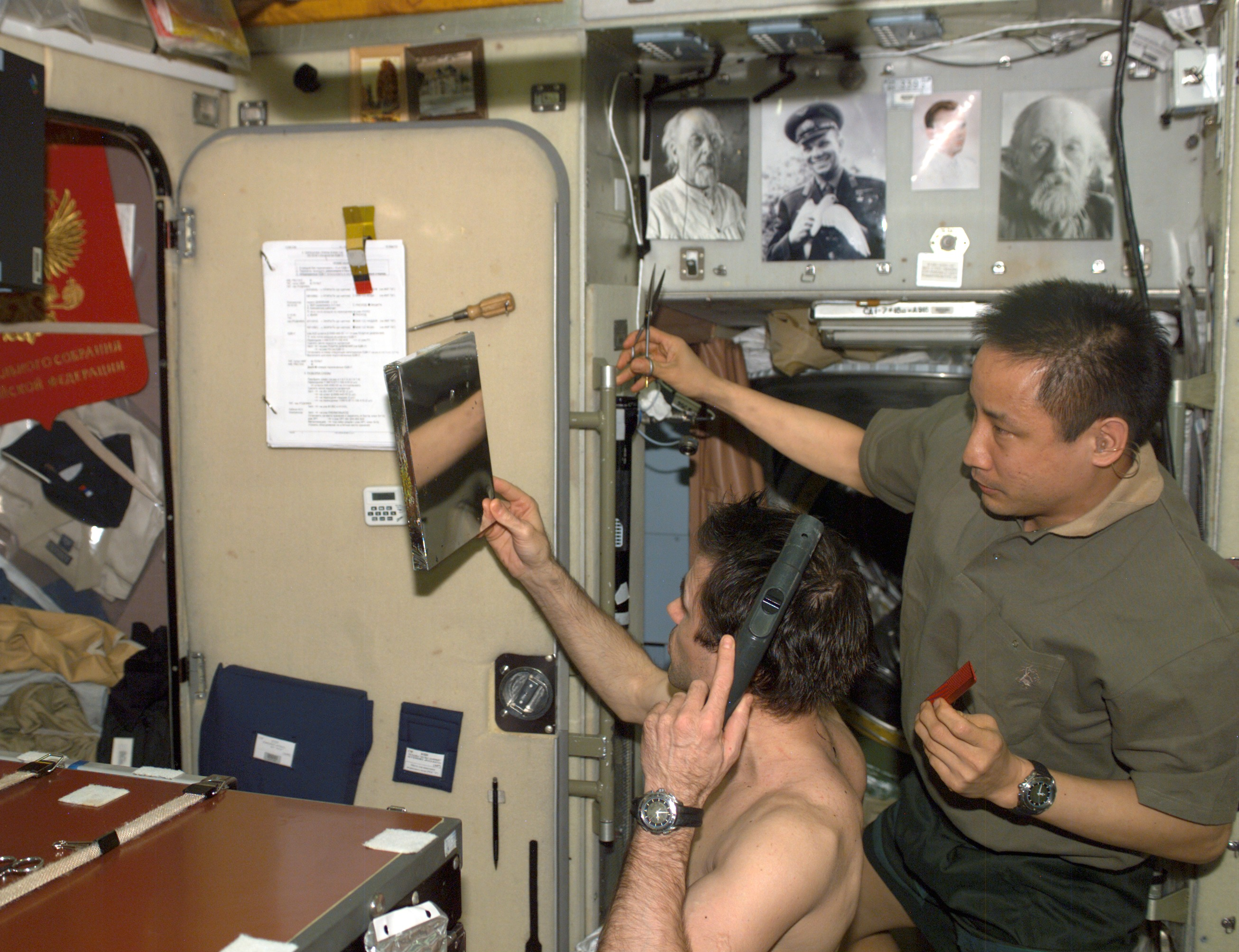